# Grand appartement du roi

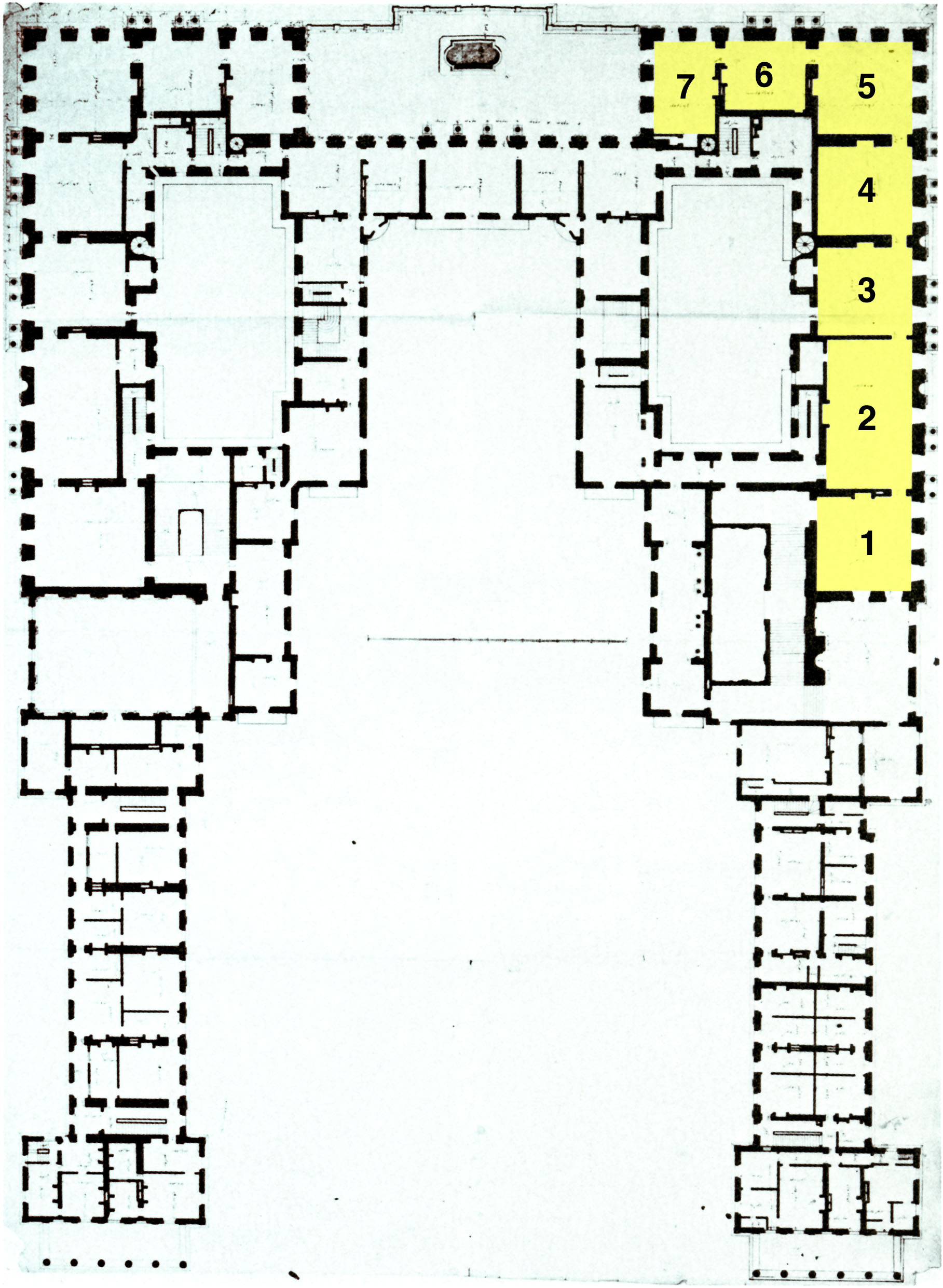
Le grand appartement du roi dans un plan réalisé vers 1676

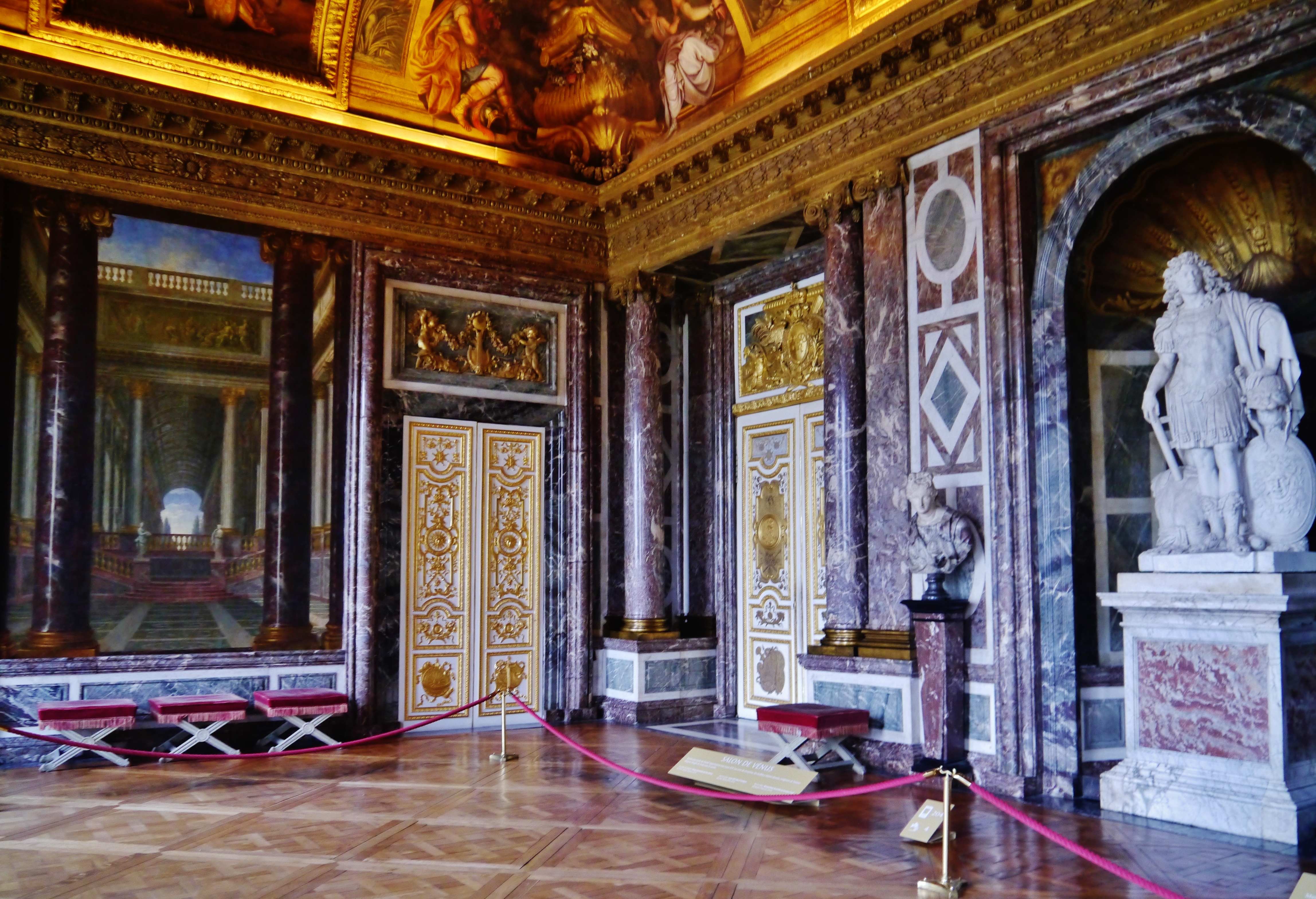
Vue générale du salon de Vénus

Le grand appartement du roi est un ensemble de sept salons du château de Versailles conçu pour être le cadre des actes officiels du monarque. Ces salons sont très richement décorés, à la mode italienne de l'époque de Louis XIV. 
Pendant la journée, les salons étaient accessibles à tous.
Les soirées d'appartement de la cour de Versailles avaient lieu dans les salons du grand appartement du roi.

## Articles liés
- Grands appartements du château de Versailles
- Grand appartement de la reine